# Псевдодокументальний фільм
Псевдодокумента́льний фільм (англ. pseudo-documentary) — кінематографічний жанр, якому властиві імітація документальності, фальсифікація і містифікація. Жанр оформився в США в 1950-ті роки у відповідь на комерціалізацію документального кіно з відповідними наслідками: зі все більшою кількістю дезінформації та ігрових сцен. Одним з перших представників жанру вважається німецький фільм «Космічний корабель 1 стартує» (Weltraumschiff 1 startet), що вийшов 1937 року.
Псевдодокументальний фільм, на відміну від пов'язаного з ним мок'юментарі, не завжди задуманий як сатира чи гумор. Він може використовувати методи документального знімання, але зі сфабрикованими сценами, акторами чи ситуаціями. Псевдодокументальний фільм також може використовувати цифрові ефекти, змінювати відзняті епізоди з реальності або навіть створити повністю штучне або й фантастичне місце дії.

## Історія
Започатковувачем псевдодокументалістики як жанру взагалі вважається Орсон Веллс, відомий за радіопостановкою 1938 року за мотивами роману Герберта Веллса «Війна світів». Проте ще за кілька років до того німецькі кіностудії Bavaria і UFA працювали над фільмами «Інцидент в космосі» і «Космічний корабель 18». Фрагменти кінострічок використовувалися в фільмі «Космічний корабель 1 стартує» (1937), який у формі прямого репортажу описував старт і обліт навколо Місяця німецького космічного корабля.
Після Другої світової війни німецький конструктор Вернер фон Браун звернувся до послуг студії Волта Діснея у створенні науково-популярних фільмів про освоєння космосу. За його участі були створені «Людина в космосі» (1955), «Людина і Місяць» (1955), «Марс і далі» (1957), які містили гумористичні анімаційні вставки. В СРСР паралельно в тому ж напрямі працював режисер Павло Клушанцев. Ним було створено фільми, що зображали минуле і майбутнє космонавтики: «Дорога до зірок» (1957), «Місяць» (1967) і «Марс» (1968).
Важливим етапом у розвитку псевдодокументалістики став телесеріал «Прогулянки з динозаврами» (1999), що розповідав про життя динозаврів різних часів за зразком науково-популярних фільмів про життя сучасних тварин. Успіх серіалу спричинив численні наслідування: «Балада про великого Ала» (2003), «Прогулянки з доісторичними тваринами» (2003), «Дике майбутнє» (2003) та ін. «Доісторичний парк» (2006) поєднав ідеї цих серіалів з науковою фантастикою, описуючи створення зоопарку доісторичних тварин, які доставляються у нашу епоху за допомогою машини часу. «Останній дракон» (2004) зобразив повністю вигадану історію у вигляді наукового дослідження міфічних драконів як реальних істот. Того ж року вийшов мінісеріал «Космічна Одіссея. Подорожі до планет», у якому в документальній формі розповідалося про вигадану експедицію до планет Сонячної системи. У 2005 р. Discovery за допомогою художника-фантаста Вейна Барлоу створили фільм «Чужа планета», який описував вигадане іншопланетне життя.
У 2000-ні було створено низку псевдодокументальних фільмів і серіалів про можливі глобальні катастрофи та способи їх уникнути, в більшості ті, що стосуються астероїдної небезпеки: «Космос. Виживання» (2001), «Вогненні кулі з космосу» (2001), «Осмислення. Астероїди»(2001), «Кінець світу» (2005), «З точки зору науки. Атака астероїда» (2006), «Життя після людей» (2008) та ін. Режисер Ніл Берґер у 2002 р. зняв псевдодокументальний фільм «Інтерв'ю з убивцею» з розповіддю людини, яка начебто вбила президента США Джона Кеннеді.